# Edicto de Versalles

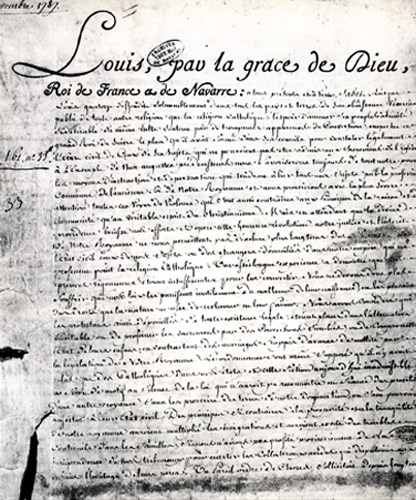
Edicto de Versalles firmado por Luis XVI en 1787

El Edicto de Versalles, conocido comúnmente como el Edicto de Tolerancia, fue una acta oficial que le dio a los no-católicos en Francia el acceso a ciertos derechos civiles, incluyendo el derecho a contraer matrimonio sin tener que convertirse a la fe católica. Este edicto, sin embargo no incluía la libertad de profesar públicamente religiones que no fueran el catolicismo, por ejemplo el uso de ropa distintiva a pastores o ministros de otros credos estaba prohibida, y tampoco daba reconocimiento legal a agrupaciones de miembros de aquellas religiones ni le permitía a sus miembros el acceso a cargos públicos. Miembros de otras religiones también estaban sujetos a contribuir económicamente a la Iglesia Católica para la construcción de parroquias o la elaboración de festividades religiosas. El edicto fue firmado por Luis XVI el 7 de noviembre de 1787, y fue registrado en el parlement del Ancien Régime el 29 de enero de 1788. Su exitosa aprobación se debió a los convincentes argumentos de importantes filósofos y personalidades literarias de la época de Francia, entre ellos Anne-Robert-Jacques Turgot, Estados Unidos, como Benjamin Franklin, y en especial por el trabajo conjunto de Guillaume-Chrétien de Malesherbes, ministro de Luis XVI, y Jean-Paul Rabaut Saint-Etienne, vocero de la comunidad protestante en Francia.
Enrique IV de Francia (1589-1610) había otorgado a los hugonotes significativas libertades para que pudieran practicar su fe cuando firmó el Edicto de Nantes (13 de abril de 1598). Estos derechos fueron revocados por Luis XIV con el Edicto de Fontainebleau (18 de octubre de 1685), también conocido como la Revocación del Edicto de Nantes. La aplicación de la ley se relajó durante el reinado de Luis XV, sin embargo continuó siendo ley por 102 años. Bajo el Edicto de Versalles, el catolicismo continuó siendo la religión estatal del Reino de Francia, pese a que sus decretos efectivamente nulificaban el Edicto de Fontainebleu, ofreciendo alivio a todos los no-católicos - calvinistas, hugonotes, luteranos y judíos, todos por igual. La excepción más notable se dio en Metz, en donde las acciones del parlamento de ese lugar explícitamente excluía a los judíos de ciertos derechos dentro de ese territorio, como el derecho a presentar una lista de quejas, situaciones que no se aplicaban a sus correligiosos en otros lugares.
Aunque el Edicto de Versalles no proclamó la libertad de culto en todo Francia - esto tomó dos años más, con la Declaración de los Derechos del Hombre y del Ciudadano de 1789- fue un paso importante en la pacificación de las tensiones religiosas y oficialmente puso el fin a la persecución religiosa en Francia.